# Římskokatolická farnost Pavlovice u Přerova
Římskokatolická farnost Pavlovice u Přerova je územním společenstvím římských katolíků v rámci přerovského děkanátu olomoucké arcidiecéze s farním kostelem svatého Jiljí.

## Historie
První písemná zmínka o obci pochází z roku 1349.

## Duchovní správci
K významným správcům dodnes patří P. Metoděj Zemánek (* 30. 5. 1890 ve Vanovicích ve farnosti Borotín na okr. Blansko). Po ordinaci moravským metropolitou kardinálem Bauerem dne 5. 7. 1913 v Olomouci sloužil ve farnosti téměř 50 let. Od 1. 10. 1913 - 20. 12. 1920 jako kooperátor (kaplan), od 21. 12. 1920 - 31. 5. 1921 jako administrátor a do 31. 8. 1962 jako farář. Od 1. 9. 1962 v důchodu bydlel v Domaželicích. Tamtéž dne 22. 11. 1976 se navrátil k svému Stvořiteli a 27. 11. 1976 byl ve svém celoživotním působišti mezi svými farníky do doby vzkříšení pochován. 
Dne 1. 8. 1952 u něj jako kaplan nastoupila právě propuštěná oběť komunisty vykonstruovaného procesu (ve spisech uváděného jako Čáp a spol.) s vedením bývalé jedinečné kněžské nemocenské pokladny v Přerově, pater Josef Střída (1909-1998). Jeho o něco více než dvouletou pastorační činnost v Pavlovicích se nepodařilo zmapovat. Kronika obce Pavlovice u Přerova zaznamenává rokem 1955 pouze jeho odchod do Vrahovic a i Pamětní kniha pavlovické farnosti se o něm zmiňuje ve stejné souvislosti. Kusosti záznamů se nelze divit, neboť kněží byli pod přísnou kontrolou jak okresních církevních tajemníků, tak dalších příslušníků represivního státního aparátu totalitního státu. Bylo lépe nepsat nic než se vystavit nebezpečí, že i zdánlivě nevinný zápis bude zneužit proti jeho pisateli. V pamětní knize P. Zemánek dal P. Střídovi po jeho odchodu vysvědčení: velmi horlivý a ochotný kněz připravený všem pomáhat v dobrém, zvláště nemocnému faráři. Střídova služba měla znaky obětavé služby Bohu a lidem. Podrobnosti o celoživotním působení P. Josefa Střídy shrnují publikace uvedené v knihách citovaných v oddíle "Literatura".
Do června 2024 byl ve farnosti administrátorem excurrendo R. D. Mgr. Zdeněk Mlčoch. Od 1. července téhož roku ho vystřídal R. D. Marek Výleta.

## Bohoslužby
| Kostel        | Místo               | Bohoslužba (den) | Hodina     | Poznámka     |
| ------------- | ------------------- | ---------------- | ---------- | ------------ |
| svatého Jiljí | Pavlovice u Přerova | neděle čtvrtek   | 9:00 18.00 | Farní kostel |

## Aktivity farnosti
Ve farnosti se pravidelně koná tříkrálová sbírka. V roce 2017 se při ní v Pavlovicích vybralo 20 018 korun.
V letech 1995 až 2018 vycházel pro všechny farnosti děkanátu Přerov měsíčník Slovo pro každého.